# 필리핀 주재 외국공관 목록

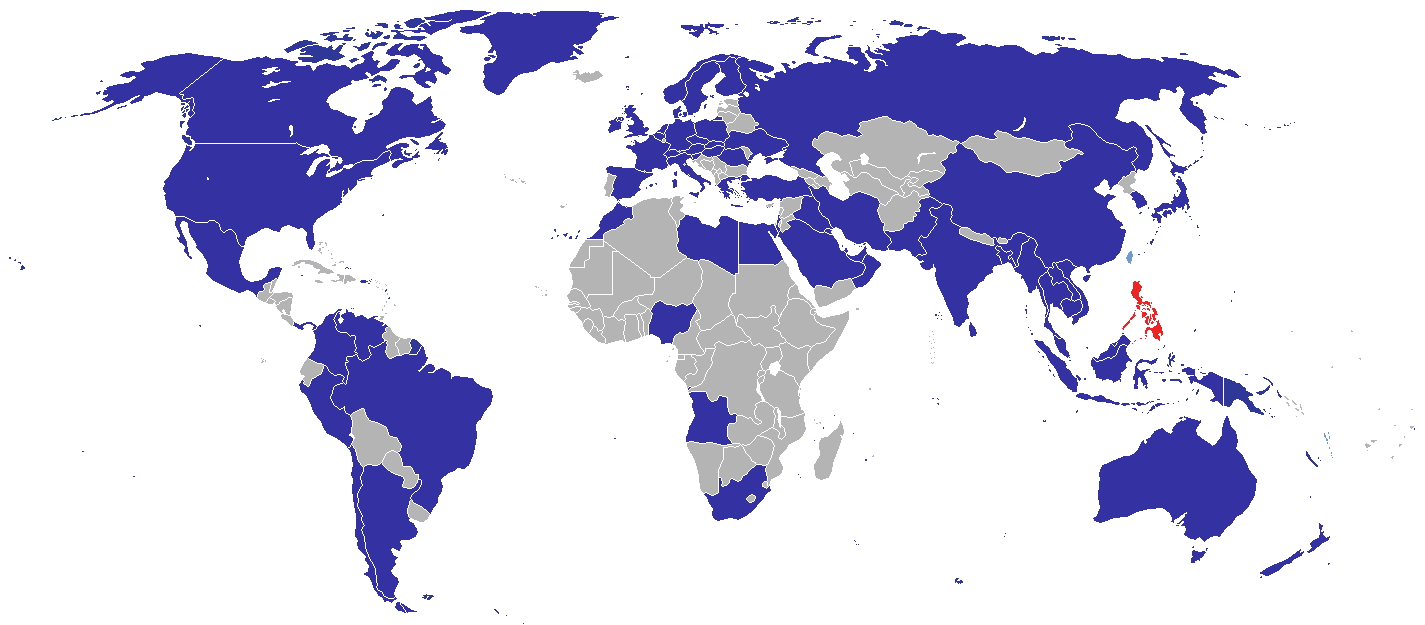
필리핀에 상주하고 있는 외국공관들.

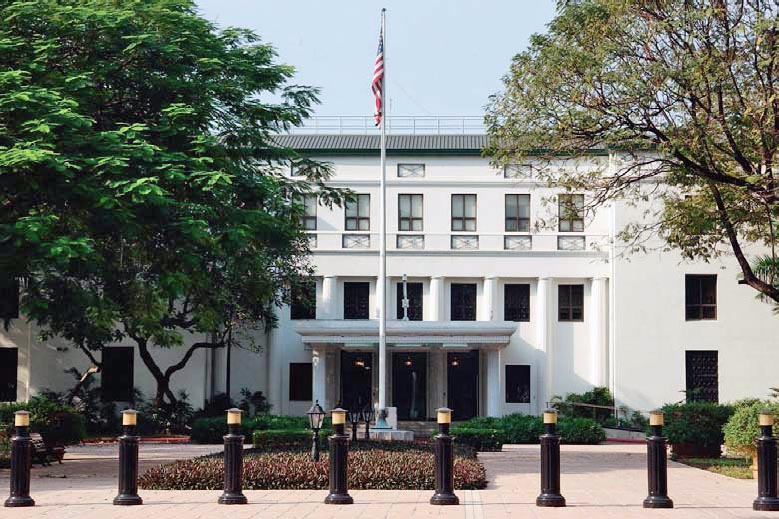
주 필리핀 미국 대사관

필리핀 주재 외국공관 목록은 필리핀에 주재하는 외국공관(대사관 및 영사관)과 함께 필리핀과 외교 관계는 수립했으나, 필리핀에 공관을 설치하지 않은 국가에 대해 다룬다.
현재 마닐라에 대사관을 설치한 국가는 59개국이다.

## 대사관
대사관은 대부분 마닐라에 상주하고 있다.
| - 앙골라 - 아르헨티나 - 오스트레일리아 - 오스트리아 - 방글라데시 - 벨기에 - 브라질 - 브루나이 - 미얀마 - 캄보디아 - 캐나다 - 콜롬비아 - 칠레 - 중국 - 체코 - 덴마크 - 이집트 - 프랑스 - 독일 - 헝가리 - 그리스 | - 바티칸 시국 - 인도 - 인도네시아 - 이란 - 이라크 - 이스라엘 - 이탈리아 - 일본 - 대한민국 (대사관) - 쿠웨이트 - 라오스 - 리비아 - 말레이시아 - 멕시코 - 모로코 - 네덜란드 - 뉴질랜드 - 나이지리아 - 노르웨이 - 오만 - 파키스탄 | - 팔라우 - 파나마 - 파푸아뉴기니 - 핀란드 - 카타르 - 루마니아 - 러시아 - 사우디아라비아 - 싱가포르 - 남아프리카 공화국 - 스페인 - 스리랑카 - 스위스 - 스웨덴 - 태국 - 동티모르 - 튀르키예 - 아랍에미리트 - 영국 - 미국 - 베네수엘라 - 베트남 |  |

## 대표부
- 중화민국 : 판사처
- 유럽 연합 : 대표부

## 총영사관, 분관, 비자 신청 센터
라오아그
- 중화인민공화국

세부
- 중화인민공화국
- 일본
- 대한민국
- 오스트레일리아
- 캐나다
- 뉴질랜드
- 영국
- 오스트리아
- 체코
- 덴마크
- 독일
- 몰타
- 노르웨이
- 스웨덴

다바오
- 중화인민공화국
- 인도네시아
- 일본
- 말레이시아

## 비상주공관
다음 국가들은 필리핀과 외교 관계는 수립하였으나, 필리핀에 대사관을 설치하지 않은 국가들이다. 옆에 병기한 지역에 설치된 공관에서 주 필리핀 대사관을 겸임하며, 도시별로 나열한다.
| - 방콕 - 네팔 - 조선민주주의인민공화국 - 페루 - 베이징시 - 알바니아 - 바레인 - 키프로스 - 에리트레아 - 몰타 - 르완다 - 세이셸 - 하노이 - 몽골 - 자카르타 - 아제르바이잔 - 크로아티아 - 포르투갈 - 세르비아 - 슬로바키아 - 튀니지 - 쿠알라룸푸르 - 알제리 - 쿠바 - 가나 - 카자흐스탄 - 케냐 - 모리셔스 - 팔레스타인 - 폴란드 - 수단 - 에스와티니 - 시리아 - 탄자니아 - 예멘 - 짐바브웨 - 뉴델리 - 도미니카 공화국 | - 서울특별시 - 에티오피아 - 가봉 - 파라과이 - 싱가포르 - 앙골라 - 아일랜드 - 도쿄도 - 아프가니스탄 - 벨라루스 - 베냉 - 볼리비아 - 불가리아 - 코트디부아르 - 지부티 - 에콰도르 - 엘살바도르 - 피지 - 과테말라 - 기니 - 아이티 - 온두라스 - 아이슬란드 - 요르단 - 레소토 - 레바논 - 리투아니아 - 말리 - 니카라과 - 사모아 - 세네갈 - 우크라이나 - 우루과이 - 잠비아 - 캔버라 - 에스토니아 - 카라카스 - {{bar{{{2}}}0\|{{{1}}}}}{{bar{{{3}}}\|{{{1}}}}} |  |

## 과거에 설치한 대사관
- 쿠바
- 마셜 제도
- 포르투갈

## 같이 보기
- 필리핀의 재외공관 목록